# 吉永真奈
吉永 真奈（よしなが まな、11月20日 - ）は、日本の生田流箏曲・地歌三味線演奏家。東京藝術大学、生田流箏曲宮城社師範。宮城合奏団団員。きき酒師。

## 人物
東京都世田谷区出身。
5歳より生田流箏曲を始め、その後地歌三味線も始める。2001年に東京芸術大学邦楽科卒業（生田流箏曲専攻）。
2004年には和楽器ユニットRin'を結成し、avexより「Mana」としてメジャーデビューを果たす。
2005年、第19回日本ゴールドディスク大賞ニュー・アーティスト・オブ・ザ・イヤー受賞し、2006年にはアメリカでCDデビューを果たしている。
2009年のRin'解散後は「吉永真奈」としてソロ活動を開始。古典だけではなく、現代楽曲や西洋楽器とのコラボレーション楽曲の分野も積極的に開拓しており、箏（こと）をはじめとした和楽器の新しい魅力を表現している。
2019年のRin'再結成以降は、Rin'の「Mana」としての活動と「吉永真奈」としての活動を並行して行い、和楽器の可能性を様々な形で広げながら活動している。
新しい音楽創造活動の一方で、伝統芸能の世界での演奏活動も行っており、また自身の門下生を持つなど生田流箏曲・地歌三味線の教授にも努めている。東京藝術大学で教育研究助手に就任していた。学校教育の場での和楽器の普及にも努めている。

## 経歴

### 東京藝大進学
1997年、東京芸術大学音楽学部邦楽科生田流箏曲専攻入学。
在学中、安藤政輝、野坂恵子、牧瀬裕理子、深海さとみ、新宮順子、宮本幸子、森千恵子らに師事。

### Rin'のメンバーManaとして
2004年4月7日、和楽器ユニットRin'のメンバーMana（Vo.、筝、三弦、十七弦）としてシングル「幸魂〜Sakitama〜」でavexよりメジャーデビュー。
ブルボンチーズおかきCMイメージキャラクターとしてRin'が選出。「時空」「飛鳥」「聖夜」などオリジナルアルバムを発売し、日本各地でライブを行う。黒沢明の映画『七人の侍』のアニメ版『SAMURAI 7』に「普遍」がエンディングテーマとして起用される。テレビ朝日系『題名のない音楽会21』出演。羽田健太郎と共演を果たす。日本武道館にて「ジョン・レノン音楽祭2004 Dream Power ジョン・レノン スーパー・ライヴ」に出演し、音楽番組『音時間』（テレビ東京毎週火曜26:40～）のMCとして出演。
2005年、第19回日本ゴールドディスク大賞「ニュー・アーティスト・オブ・ザ・イヤー」受賞同年、Rin' 中米ツアー「メキシコ・セルバンティーノ芸術祭」に参加。
2006年、アルバム『Inland Sea』で北米デビュー。
2007年、跨越時空-凛 Rin' CHINA TOUR 2007 開催（中国／北京・上海・西安）。
2008年、ブラジルサンパウロ「日本ブラジル移民百周年記念オープニング開会式」にてライブを行い、その後wowow「コラボ☆らぼ」で秋川雅史・手嶌葵と共演する。
2009年、KAT-TUNのアルバム『moon』で箏演奏し、さらに矢島美容室のシングル「ハルヲウタワネバダ」で箏を演奏。
同年2月13日、ブログにてRin'を解散を発表。

### 吉永真奈としての活動

#### 2010年
- 1月吉永真奈ソロライブ「千代に八千代に」、そして初のソロアルバム『玉響』発売。チャートで1位を獲得。
- 秋川雅史×五木田岳彦コンサートにゲスト出演。
- 嵐のアルバムに録音参加。

#### 2011年
- 吉永真奈コンサート『日本の美』を開催。世界的テノール歌手のジョン・健・ヌッツォと共演を果たす。
- ソロライブ「Dream of japanese music」を行う。
- 早乙女太一主演朗読活劇レチタカルダ『六月は深紅の薔薇』の音楽制作と演奏を手がけ、全4公演に出演。
- 早乙女太一主演「晩夏の舞」出演。

#### 2012年
- 株式会社TOKAIのTVCMに出演し、音楽演奏も担当。

#### 2013年
- 東京芸術大学アートリエゾンセンターの教育研究助手に就任。
- フジテレビ『リーガル・ハイ2』録音参加。
- バイオリンロッバンドsword of the far eastのライブにゲスト出演。

#### 2014年
- NHKドラマ『吉原同心』録音参加。
- sword of the far eastの姉妹プロジェクト「琴線幻夜」の箏奏者として参加

#### 2015年
- 秋川雅史コンサートツアー〜一声入魂〜に出演する。
- 3月11日琴線幻夜ライブDVD『琴線幻夜』を発売。Amazonで部門1位となる。
- 国際フォーラムにて行われたアートフェア東京のオープニングプレビューで、ライブを行う。
- 嵐のアルバム『Japonism』の中で、箏で録音参加。
- ミュージカル「倶利伽羅」ロンドン公演の、箏及び三味線奏者として全6公演を行う。

#### 2016年
- サントリーホール大ホールにて、フォルクスオーパー管弦楽団ニューイヤーコンサートのオープニングで、箏をソロ演奏。また、主席クラリネット奏者ヘルムートヘーデルとデュオで演奏。
- デーモン閣下の「邦楽維新Collaboration」へ和楽器奏者として参加。
- NHK Eテレ「にほんごであそぼ元気コンサートin伊勢」に出演。
- NHKワールド「Blends」に吉永真奈として出演、全世界で放送される。
- NHK「ももクロ和楽器レボリューションZ」に出演し、ももいろクローバーZ、デーモン閣下、ナオト・インティライミ、May J.と共演。
- 2020TOKYO OLYMPIC VENUE映像に録音参加し、リオオリンピックにて放映。
- 12月14日にソロCD「凛〜Ring〜」を発売。

#### 2017年
- サントリーホール大ホールにて、フォルクスオーパー管弦楽団ニューイヤーコンサートのオープニングにて演奏。また、大阪、名古屋、神奈川、岐阜公演にも出演。
- 銀座YAMAHAホールにて、テノール歌手ジョン・健・ヌッツォと共同主催で「和心」を開催。
- 吉永真奈コンサート「凛〜Ring〜」開催。
- 宮城合奏団団員となる。
- 吉永真奈Premiumコンサート開催
- 大塚愛アルバムに録音参加。
- 観世能楽堂にて行われた林部智史コンサートに出演。

#### 2018年
- 銀座YAMAHAホールにて、テノール歌手ジョン・健・ヌッツォと共同主催で第二回目「和心」を開催。
- フジ子・ヘミングのドキュメンタリー映画「フジコヘミングの時間」の挿入曲「渡月橋」を演奏。
- 佐橋俊彦作曲ミュージカル「陰陽師」の箏、三味線録音を担当。
- 吉永真奈コンサート「雅〜MIyabi〜」、「凛〜Ring〜」を開催。
- チェロ島津由美、二胡沈琳と新ユニット「雪月花」を組み、デビューコンサートを近江楽堂にて開催。
- ラグビーワールドカップ2019日本大会日テレ系テーマソング「Brave」で箏を演奏。
- 箏曲宮城会全国大会に出演。
- 神楽坂町飛びフェスタに出演宮城合奏団演奏会に出演
- NHK WORLD 「SONG of TOKYO」に石川さゆりサポートで出演。同年の紅白歌合戦にて、石川さゆり「天城越え」に箏の演奏で出演。

#### 2019年
- Rin'を再結成することを発表[4]。3月にはアートフェア東京2019のArt nightでシークレットライブを開催。
- キッズ伝統芸能体験2019の箏曲（生田流）の講師に就任。
- ロサンゼルスにて開催されたAnime Expoにゲスト出演。
- 映画『劇場版 おっさんずラブ 〜LOVE or DEAD〜』の劇中曲の三味線を演奏。
- NHK総合テレビ土曜時代ドラマ『大富豪同心』の劇中曲の箏と三味線を演奏。
- テレビ朝日『芸能人格付けチェック』2019MUSIC に出演。
- 第46回NHK古典芸能鑑賞会に宮城合奏団の一員として出演。
- 第60回記念　定期演奏会「森の会」に出演。春季・秋季　三曲名流演奏会に出演。
- 宮城合奏団演奏会出演。小美玉市学校アクティビティ事業集大成コンサート「綛糸Ⅱ」に出演。宮城門下新春研究発表会に出演。
- 和酒フェスin中目黒に出演奈良県大芸術祭・奈良県障害者大芸術祭オープニングにRin'で出演。。

#### 2020年
- 宮城門下新春研究発表会に出演。テレビ朝日「題名のない音楽会」に出演。
- NHKよるドラ『いいね!光源氏くん』劇中音楽で箏を演奏。
- Rin'ライブ「2020光明～未来へ～」開催。
- NHK『シブヤノオト』にWANIMAのサポート出演。
- 『機動戦士ガンダム 鉄血のオルフェンズ』5周年記念特番－鉄血ノ祝賀会－にて和楽器ver.を演奏。
- 「The Sound Of Reiwa Vol.3」（Live配信）に出演。「artKYOTO 2020」にて早乙女太一とRinによる舞踊劇「乱舞～二条城～」に出演。
- キッズ伝統芸能体験2020の箏曲（生田流）の講師に就任。
- 『ももクロ夏のバカ騒ぎ2020配信先からこんにちは』和楽器カバーBGM集にて演奏。
- 文化庁「文化芸術収益力強化事業」ヤマハ配信企画で「和楽WAGAKU」に出演。

#### 2021年
- フジテレビNEXT「しおこうじ玉井詩織×坂崎幸之助お台場フォーク村NEXT第116夜『フォーク村新年大反省会』に出演。
- 文化庁「文化芸術収益力強化事業」ヤマハ配信企画に早乙女太一プロデュースの映像作品「祈り人」にRin'として出演。
- 吉永真奈MV「Like a Prayer」「荒城の月」「渡月橋」「La Campanella remix ver.」をYouTubeに公開。
- フジコ・ヘミングpresents小さな小さなチャリティーコンサートin東美教会に出演。
- フジテレビ技術×日本の伝統和楽器“箏”演奏のコラボでアートなMVがYahoo動画に掲載[5]。八景島シーパラダイスのスーパーイワシイリュージョンにて、50,000匹のイワシと照明演出の中で、自身の楽曲の「Scorpion〜11月の鐘〜」の演奏を披露した。
- 吉永真奈MV「Scorpion～11月の鐘～」YouTubeに公開。和楽器ユニットRin' Album『宝輪』を発売。
- 『モンスターハンターライズ』の演奏に参加、メイキング映像にも出演する。
- Rin'出演『祈り人』が「ショートショートフィルムDiscoverフェスティバル＆アジア2021」“Discover Beautyプログラム”にて上映。
- 文化庁主催 日本博イノベーション型プロジェクトのPR動画にRin'が出演。
- Rin’ official You TubeにてRin'の動画「宝輪～会津鶴ヶ城篇～」「宝輪～沖縄中城城跡篇」を公開。「Rin’Live Tour 2021 宝輪」に出演。
- 倉木麻衣有料配信ライブ「Mai Kuraki Live Projet2021“unconditional L♡ve”」に出演。
- 吉永真奈演奏・映像出演作品が「グッドプラクティス・アワード本賞」受賞。

#### 2022年
- The Okura Tokyoの正月イベント「新春箏演奏会(箏曲宮城会)」に出演。
- 文化庁 子供たちのための伝統文化の体験機会回復事業 「伝統芸能いろいろ 親子で学習・体験」に出演。
- 「池袋デジタルアートパーク」のアートショー「Digital“時空”」にRin’として出演。
- 二胡奏者・作曲家の巫謝慧（ウェイウェイ・ウ－）のアルバム『665弄18号』に箏で参加。
- BSフジTime Trip series「日本の空撮絶景旅」「鎌倉－尼将軍　北条政子－」の音楽を演奏。
- 坐音～ZAON～1stアルバムリリース記念ライブに出演。
- 春季・秋季三曲名流演奏会に出演
- 令和4年度キッズ伝統芸能体験　三曲/生田流の講師に就任。
- 日本三曲協会定期公演「日本の響」に出演。GENSHIN CONERT 2022に坐音で出演
- 和の祭典「清芫社 第50回公演」「邦楽アンサンブルみやこ風韻第10回記念公演」に出演。artKYOTO2022のオープニングにて二条城で演奏。薩摩琵琶鶴田流友吉鶴心琵琶楽の會第三十回「花一期」に箏で出演。
- 原神Symphonyにゲスト奏者として箏で出演。

#### 2023年
- ホテルオークラ東京の正月イベント「新春箏演奏」に宮城会として出演。
- 原神Symphonyの公演（東京・大阪・横浜）にゲストプレーヤーとして箏で出演。
- 山内惠介のシングル『こころ万華鏡』の録音に箏で参加。
- NHKドラマ『犬神家の一族』にて大竹しのぶの箏指導、箏の監修を担当する。
- 和楽器ユニットRin' Album『虚空』発売・配信。その後、吉永真奈コンサート「ふたたび」開催。
- 「日本三曲協会定期公演　春季三曲名流演奏会」に出演。
- 原神CONCERT(横浜・大阪・名古屋・上海・シンガポール・韓国)にゲスト奏者として箏で出演。
- 生田流協会創立90周年記念演奏会に出演。第22回和酒フェスin中目黒2023に出演。倉木麻衣のFC限定スペシャルイベントに出演。光山組のＭＶに出演。
- 「宮城合奏団演奏会～宮城道雄生誕130年に向けて～」に出演。「日本三曲協会定期公演　秋季三曲名流演奏会」に出演。日本三曲協会 定期公演【日本の響】に出演。
- NHKラジオ『大竹しのぶのスピーカーズコーナー』にゲスト出演。

## 作品

### ソロ作品

#### 先行配信曲 MANA YOSHINAGA - EP
1. 篝火-kagaribi-（5分21秒）
2. めぐり歌（4分45秒）
3. Ra-se-n（4分50秒）
4. 旅路（4分54秒）

#### 1stアルバム『玉響～tamayura～』
1. 五橋の舞（Gokyo no mai)
2. Daybreak
3. 夕顔（Yugao)
4. 荒城の月（Kojo no Tsuki)
5. なみ（Nami)
6. めぐり歌（Meguriuta)
7. Ra-se-n
8. 篝火（Kagaribi)
9. ありがとう（Arigato)

#### 2ndアルバム『凛~Ring~』
1. 青い鳥
2. 琴線幻夜
3. Scorpion~11月の鐘~
4. 荒城の月
5. 飛鳥
6. 乱~舞~
7. 夜空の星
8. なみ
9. La Campanella
10. 春の海

### Rin'のManaとしての作品

#### シングル

##### Sakitama～幸魂～
（2004年4月7日）
＜CD収録曲＞
1. Sakitama〜幸魂〜 ブルボン「チーズおかき」CMソング
2. 時空（Instrumental）
3. Sakitama〜幸魂〜（Instrumental）

　＜DVD収録曲>
1. Sakitama〜幸魂〜

##### 八千代ノ風
（2004年6月30日、オリコン164位）
1. 八千代ノ風 [5:04](テレビ朝日系「おみやさん」テーマ) 作詞：Rin'／作曲：Kazuhito／編曲：Rin'・Akira Mura
2. Release [3:27] 作詞：Rin'／作曲：YUKIYOSHI／編曲：YUKIYOSHI
3. 八千代ノ風(Instrumental) [5:05]
4. Release(Instrumental) [3:26]

##### サクラ サクラ
（2005年4月20日、オリコン173位）
1. サクラ サクラ (テレビ朝日「セレクションX」エンディングテーマ) 作詞：川原京／作曲・編曲：YUKIYOSHI
2. サクラ サクラ (Instrumental with 尺八・三味線)

##### 夢花火
（2005.8.31）オリコン119位
1. 夢花火 -Rin' Three pieces- [2:52] 作曲：荒木佑介／編曲：十川知司／編曲：Rin'
2. 夢花火 [5:42] (フジテレビ系「奇跡体験!アンビリバボー」エンディングテーマ)

 作詞：Rin'／作曲：荒木佑介／編曲：十川知司
1. Flashback -Rin'Version- [4:25]
2. 夢花火 -Instrumental- [5:40]

#### アルバム

##### 時空
（2004年5月12日、オリコン27位）
1. 時空 [3:28] 作曲：YUKIYOSHI、編曲：Rin'
2. Sakitama～幸魂～ [3:56] 作詞：Rin'、作曲：YUKIYOSHI、編曲：Rin'・YUKIYOSHI・村田昭
3. 八千代ノ風 [5:03] 作詞：Rin'、作曲：Kazuhiro Kikuchi、編曲：Rin'・村田昭
4. 普遍 [3:45](アニメ『SAMURAI 7』BS放送版エンディングテーマ) 作詞：Rin'、作曲：YUKIYOSHI、編曲：Rin'・YUKIYOSHI
5. 雅 [3:30] 作曲：YUKIYOSHI、編曲：Rin'・YUKIYOSHI
6. weakness [4:14] 作詞：Rin'、作曲：YUKIYOSHI、編曲：Rin'・YUKIYOSHI
7. 道心 [3:11] 作詞：Rin'、作曲：YUKIYOSHI、編曲：Rin'・YUKIYOSHI
8. Smile on-English ver.- [4:13] 作詞：Rin'、作曲：YUKIYOSHI、編曲：Rin'
9. Will [4:09]　 作曲：YUKIYOSHI、編曲：Rin'・YUKIYOSHI
10. サイの神 [4:45] (伊豆市テーマソング)[1]（パチンコ「CR大駒駒倶楽部@スザンヌ」使用楽曲） 作詞：Rin'、作曲：YUKIYOSHI、編曲：Rin'・YUKIYOSHI
11. Eternal [4:17] 作曲：YUKIYOSHI、編曲：Rin'・YUKIYOSHI

##### 飛鳥
（2004年9月29日、オリコン99位）
1. 飛鳥 [4:54] 作詞：Rin'／作曲・編曲：YUKIYOSHI
2. 美貌の國 [4:10]（パチンコ「CR 天空歌舞伎」、「CR大駒駒倶楽部@スザンヌ」使用楽曲） 作詞：売野雅勇／作曲：菊池一仁／編曲：村田昭
3. THE GRACE [4:33] 作詞：Rin'／作曲・編曲：井上鑑
4. 仮面 [3:52] 作詞：Rin'／作曲・編曲：YUKIYOSHI
5. 紅 [4:13] 作詞：松井五郎／作曲：葉山拓亮／編曲：Jun  Nakamura
6. innocence [3:19] 作詞：Rin'／作曲・編曲：Jin Nakamura
7. 胡蝶之夢 [4:29] （パチンコ「CR大駒駒倶楽部@スザンヌ」使用楽曲） 作詞：Rin'／作曲：石田匠／編曲：村田昭
8. Nomado [5:57] 作詞：Rin'／作曲・編曲：井上鑑
9. 鏡月 [4:35] 作詞：森由里子／作曲・編曲：Jin Nakamura
10. 天華 [4:08] 作詞：Rin'／作曲・編曲：YUKIYOSHI
11. 花吹雪 [3:48] 作詞・作曲・編曲：Rin'
12. 明日香川 [4:32] 作詞：Rin'／作曲：佐々木収／編曲：村田昭
13. 沙羅双樹 [3:36] 作詞：Rin'／作曲・編曲：YUKIYOSHI
14. Hanging in there [4:07] 作詞：Rin'／作曲・編曲：YUKIYOSHI

##### ～Rin' Christmas Cover Songs～聖夜
（2004年11月14日、オリコン175位）
1. Happy Xmas(War Is Over) [3:35] 作詞・作曲：ジョン・レノン・オノ・ヨーコ／編曲：Akira Murata
2. Last Christmas [4:16] 作詞・作曲：ジョージ・マイケル／編曲：YUKIYOSHI
3. Rin'Xmas Medley～Silent Night～赤鼻のトナカイ～I Saw Mommy Kissing Santa Claus～Jingle Bells～We Wish You A Merry Christmas [5:33] 作曲：Franz Gruber・JOHNNY MARKS・Tommie Corner・James Pierpont／編曲：YUKIYOSHI
4. 交響曲 第九番 [3:14] 作曲：ベートーヴェン／編曲：Jin Nakamura
5. クリスマス・イブ [3:35] 作曲：山下達郎／編曲：Akira Murata
6. Merry Christmas Mr.Lawrence [4:34] 作曲：坂本龍一／編曲：Jin Nakamura
7. White Christmas [0:52] 作曲：Iryving Berlin／編曲：YUKIYOSHI
8. In My Life [3:10] 作詞・作曲：ジョン・レノン・ポール・マッカートニー／編曲：大竹徹夫

##### 宴歌（うたげうた）/さくら さくら
（2005年3月30日、ライブアルバム）
【Disc-1 "Live-Side"】
1. -アバンタイトル-
2. 時空
3. 八千代ノ風
4. 紅
5. サイの神
6. 美貌の國
7. 普遍
8. 花吹雪
9. 沙羅双樹
10. .Sakitama〜幸魂〜
11. Eternal
12. 雅
13. 天華
14. 飛鳥
15. Will

　【Disc-2 "Single-Side"】
1. さくら さくら
2. 残花
3. さくら さくら（Instrumental)

##### Inland Sea
（2006年8月30日、オリコン108位）
1. New Day Rising [4:16] (Vo.LEIGH NASH)
2. Solemn [5:16]
3. What the Rain Said [2:42]
4. Never Knew What Love Meant [3:51] (Vo.LEIGH NASH)
5. Moss Garden [2:55]
6. Anti Hero(featuring Lisa Loeb) [3:53]
7. Inland Sea [4:30]
8. Sea of Tranquility [2:24] (Vo.LEIGH NASH)
9. uperflat(Part II) [2:51]
10. Past Imperfect [1:59]
11. AA170 [5:02]
12. 虹結び [3:17]（国内盤のみボーナストラック）（アニメ『SAMURAI 7』地上波放送版エンディングテーマ）

##### 源氏ノスタルジー
（2007年12月5日、オリコン267位）
1. 紫のゆかり、ふたたび [4:38]
2. GENJI [4:38]
3. 千年の虹 [4:27]（歌：alan）
4. 乱華 [4:15]
5. 名もなき花 [4:27]
6. 浅キ夢見シ [5:56]（『芸能人格付けチェック』挿入曲）

#### DVD

##### 歌宴～Rin' First Live Tour 2004 "時空"～
（2004年11月17日）

#### その他
1. Rin' featuring m.c.A・T 「Flashback」（2005年8月31日） 『劇場版 仮面ライダー響鬼と7人の戦鬼』主題歌シングル。オリコン30位
2. CROSSOVER JAPAN'05 CD/DVD

## テレビ出演
- NHK「邦楽百選」
- テレビ朝日系『題名のない音楽会21』
- テレビ東京「音時間」
- 株式会社TOKAI（TVCM）
- NHKワールド「Blends」
- NHK「ももクロ和楽器レボリューションZ」
- 朝日放送『芸能人格付けチェック』
- NHK「紅白歌合戦」
- NHK大河ドラマ「青天を衝け」
- ブルボン「チーズおかき」（CM）